# Krajský národní výbor

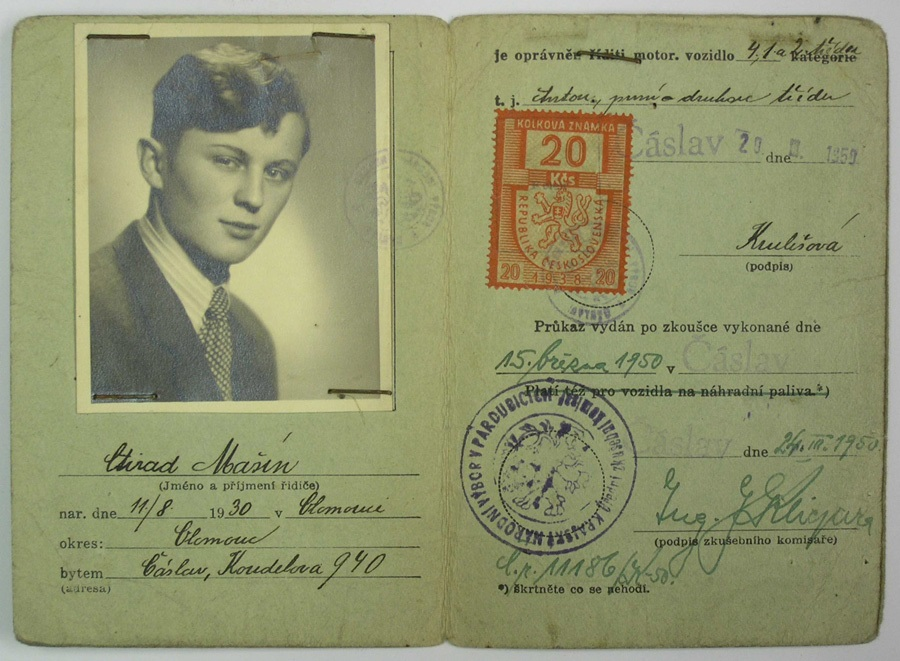
Řidičský průkaz Ctirada Mašína byl vydán v březnu 1950 krajským národním výborem v Pardubicích

Krajský národní výbor (KNV) bylo označení národních výborů jako orgánů státní správy, které vznikly na podkladě zákona č. 280/1948 Sb. o krajském zřízení. KNV vykonávaly v Československu v letech 1949–1990 státní správu ve správních obvodech krajů. Samospráva byla v období totalitního komunistického režimu bez náhrady zrušena zavedením národních výborů (na místní, okresní a krajské – původně zemské – úrovni), a tudíž neexistovala. KNV nahradily zemské národní výbory (ZNV) existující v letech 1945–1948, které vykonávaly správu v obvodech zemí. Země byly zřízením krajů (jako obvodů státní správy) zrušeny jako právnické osoby i jako správní obvody. Žádné z uspořádání krajských obvodů (1949, 1960) nebylo souladné s historickou zemskou hranicí mezi Čechami a Moravou.
Přehled NV po roce 1945 v českých zemích na úrovní zemské a krajské:
- 1945–1948: 2 ZNV (země Česká, země Moravskoslezská)
- 1949–1960: 14 KNV
- 1960–1990: 8 KNV

Krajské národní výbory byly v roce 1990 zrušeny.
Od roku 2000 bylo v České republice ústavním zákonem č. 347/1997 Sb., o vytvoření vyšších územních samosprávných celků, zřízeno 13 nových krajů a hlavní město Praha jako vyšší územně samosprávné celky. Hlavní město Praha krajem není, ale pro účely zvláštních zákonů se za kraj jen považuje (srov. § 1 odst. 1 zákona č. 131/2000 Sb., o hlavním městě Praze). Hranice krajů podle ústavního zákona č. 347/1997 Sb. sice vycházejí z obvodů krajů v letech 1949–1960, s kraji podle zákona o krajském zřízení, resp. zákona o územním členění státu, které stanovily kraje jako jednotku územního členění – v nichž působily KNV jako orgány státní správy – však nemají jinak nic společného. Jedná se o veřejnoprávní korporace, tedy právnické osoby veřejného práva s vlastní právní osobností a vlastním majetkem, které samostatně spravuje zastupitelstvo kraje, nikoli o orgány státní správy, ani o správní obvody. 

## KNV - zemědělská správa po únoru 1948
Zemědělská správa se podílela na úplné realizaci zemědělské politiky KSČ. Zákon č. 280/1948 Sb. o krajském zřízení vymezil základní kompetenci krajských národních výborů na řízení zemědělské výroby. Vládními nařízeními pak byla přenesena přenesena část působnosti bývalých zemských národních výborů a část agendy ministerstva zemědělství na krajské národní výbory. Krajským národním výborům na úseku zemědělství příslušelo:
1. Řízení zemědělské výroby
2. Vypracování dílčích krajských plánů zemědělské výroby
3. Kontrola zemědělské výroby v kraji
4. Organizování zakládání jednotných zemědělských družstev a jejich upevňování
5. Podpora rozvoje státních statků a státních traktorových stanic
6. Rozhodování o otázkách držby půdy
7. Technicko-hospodářská údržba pozemků
8. Rozšiřování, udržování lesní a orné půdy a zakládání rybníků
9. Myslivost a rybářství
10. Poskytování zemědělského úvěru
11. Zemědělské školství

### Zemědělské referáty
Vládním nařízením č. 12/1949 Sb., o zemědělských referátech krajských národních výborů vznikl u každého krajského národního výboru zemědělský referát, který měl na starosti řízení zemědělství v celém kraji. Jeho úkolem bylo vypracovat dílčí plán zemědělské výroby, kontrolovat jeho plnění a aktivně spolupracovat s plánovacím referátem. Dále měl na starosti budování JZD, mechanizaci zemědělství, rostlinnou a živočišnou výrobu a ochranu hospodářských zvířat. Další zemědělské úkoly vyplývaly pro KNV ze závěrů IX. sjezdu KSČ, vedle hlavního úkolu socializace a kolektivizace venkova to byl například politický a odborný výcvik zemědělských kádrů, organizování zemědělského poradnictví a výzkumnictví. Zemědělský referát se skládal z jednotlivých oddělení, specializovaných na oblast zemědělské a lesní výroby (např. oddělení pro mechanizaci zemědělství, pro rostlinnou a živočišnou výrobu, plánování, výchovu zemědělských kádrů, lesní výrobu a pro zakládáni JZD). Referent pro zemědělský výzkum sledoval a zajišťoval přenášení vědeckých výzkumů do zemědělské praxe.